# Antonín Zápotocký
Antonín Zápotocký (19 de dezembro de 1884 - 13 de novembro de 1957) foi primeiro-ministro da Checoslováquia entre 1948 e 1953 e presidente da Checoslováquia entre 1953 e 1957.
Nasceu em Zákolany, Distrito de Kladno, Boêmia (na então Áustria-Hungria, atual República Checa). Seu pai foi Ladislav Zápotocký, um dos fundadores do Partido Social-Democrata Tcheco (ČSSD), junto com Josef Boleslav Pecka-Strahovský e Josef Hybeš.
Foi delegado da ala esquerdista do ČSSD para o Segundo Congresso do Comintern, realizado em Petrogrado, entre 19 de julho a 7 de agosto de 1920. Juntamente com Bohumír Šmeral, foi co-fundador do Partido Comunista da Checoslováquia (KSČ), quando rompeu com o ČSSD em 1921. Foi Secretário Geral do KSČ entre 1922 e 1925. Em 1940, foi enviado ao campo de concentração de Sachsenhausen, sendo libertado em 1945; porém a Holanda exigiu sua extradição pelas suspeitas de sua participação em execuções de cidadãos holandeses.
Zápotocký tornou-se primeiro-ministro em 15 de junho de 1948, substituindo Klement Gottwald, que se tornou presidente. Em 14 de março de 1953, logo após seu retorno do funeral de Joseph Stalin, Gottwald morreu e foi sucedido como presidente por seu primeiro-ministro. Zápotocký pessoalmente favoreceu uma forma mais humana de governar, mas foi flanqueado pelo primeiro secretário stalinista, Antonín Novotný. Em uma reunião em Moscou, Zápotocký foi instruído a aderir a "liderança coletiva" - na verdade, ceder o poder para Novotný.
Zápotocký permaneceu no cargo até sua morte em Praga, em 1957.